# Arroyo Sepulturas
Der Arroyo Sepulturas ist ein Fluss im Norden Uruguays.
Er entspringt in der Cuchilla de Belén östlich der Cerro de Vichaderos an der Grenze des Departamento Artigas zum Departamento Salto. Von dort fließt er zunächst nach Osten, dann nach Norden durch das Gebiet Artigas’  vorbei am Cerro de Mauricio und am Cerro de la Burra. Er mündet schließlich als linksseitiger Nebenfluss in den Río Cuareim.